# Alstroemeria oreas
Alstroemeria oreas är en alströmeriaväxtart som beskrevs av Johannes Conrad Schauer. Alstroemeria oreas ingår i släktet alströmerior, och familjen alströmeriaväxter. Inga underarter finns listade i Catalogue of Life.